# Aphroceras
Aphroceras é um gênero de esponja marinha da família Grantiidae.

## Espécies
- A. alcicornis (Gray, 1858)
- A. caespitosa (Haeckel, 1872)
- A. caminus
- A. cataphracta (Haeckel, 1872)
- A. cladocora (Haeckel, 1872)
- A. corticata (Lendenfeld, 1891)
- A. elongata (Schuffner, 1877)
- A. ensata (Bowerbank, 1858)